# Anolis fortunensis
Espèce
Synonymes
- Norops fortunensis (Arosemena & Ibáñez, 1993)
- Anolis exsul Arosemena & Ibáñez, 1994

Statut de conservation UICN

 DD  : Données insuffisantes
Anolis fortunensis est une espèce de sauriens de la famille des Dactyloidae. 

## Répartition
Cette espèce est endémique du Panamá.

## Étymologie
Son nom d'espèce, composé de fortun[a] et du suffixe latin -ensis, « qui vit dans, qui habite », lui a été donné en référence au lieu de sa découverte, la Reserva Forestal de Fortuna.

## Publication originale
- Arosemena & Ibáñez, 1993 : Una especie nueva de Anolis (Squamata: Iguanidae) del grupo fuscoauratus de Fortuna, Panamá. Revista de Biología Tropical, vol. 41, no 2, p. 267- 272.